# Nhanh như chớp (mùa 1)
Mùa thứ nhất của chương trình Nhanh như chớp do Đài Truyền hình Thành phố Hồ Chí Minh và công ty Đông Tây Promotion phối hợp thực hiện, được phát sóng trên kênh HTV7, VTVCab 1 - Vie Giải Trí và HanoiTV1 từ ngày 7 tháng 4 năm 2018 đến ngày 26 tháng 1 năm 2019. Trong hầu hết các tập phát sóng, Trường Giang và Hari Won đảm nhiệm vai trò MC, nhưng trong một số tập, Trường Giang dẫn một mình do cô có việc đột xuất.
Ở đợt 1, đội của Quách Ngọc Tuyên, Lê Dương Bảo Lâm, Long Nhật giành chiến thắng; trong khi ở đợt 2, đội của Dương Thanh Vàng, Huỳnh Lập, Quang Trung giành chiến thắng.

## Thể thức thi đấu
Mỗi tập sẽ có 6 thí sinh tham gia, chia làm 2 đội A và B (riêng 2 tập đầu là đội 1 và đội 2), mỗi đội 3 thí sinh. Các đội sẽ thi đấu với nhau theo thể thức đấu loại trực tiếp. Đội thắng của một tập sẽ thi đấu ở vòng tiếp theo.
Dưới đây là thể thức thi đấu của chương trình ở mùa 1. Mùa này có 2 đợt phát sóng, đợt 1 có 25 tập, đợt 2 có 15 tập, một trận Siêu cúp cho 2 đội vô địch của cả 2 đợt, và một tập tổng kết.
1. Vòng loại: Đợt 1 gồm 18 tập, 12 tập vòng loại 1 và 6 tập vòng loại 2. 24 đội sẽ thi đấu ở vòng loại 1 để lựa chọn 16 đội vào vòng loại 2. Các đội giành chiến thắng ở vòng loại 2 sẽ vào vòng tứ kết. Đợt 2 gồm 8 tập. 16 đội sẽ thi đấu dưới thể thức đấu loại trực tiếp. 8 đội thắng sẽ vào vòng tứ kết.
2. Tái đấu: 1 tập (ở đợt 1). Hai đội thua ở hai tập đầu sẽ thi đấu ở vòng này. Đội thắng sẽ vào vòng bán kết.
3. Vòng tứ kết: Đợt 1 gồm 3 tập, đợt 2 gồm 4 tập. Các đội thắng ở vòng loại sẽ thi đấu ở vòng này. Các đội thắng sẽ vào vòng bán kết.
4. Vòng bán kết: Gồm 2 tập. 4 đội thắng ở vòng tứ kết (và vòng tái đấu, ở đợt 1) sẽ thi đấu ở vòng này. 2 đội thắng sẽ vào trận chung kết.
5. Chung kết: 1 tập. 2 đội thắng ở vòng bán kết sẽ thi đấu ở vòng này. Đội thắng ở trận này sẽ là đội vô địch.
6. Siêu cúp (Gala): 1 tập. Đây là trận giao hữu giữa 2 đội vô địch của cả 2 đợt.

## Luật chơi

### Vòng đấu loại
Vòng này có từ 3 đến 5 vòng chơi.
Ở mỗi vòng, mỗi đội chọn ra 1 đại diện để tham gia vòng này. Một người sẽ tham gia chơi trước còn người kia vào phòng cách âm để không nghe thấy câu hỏi của chương trình. Thí sinh sẽ ngồi lên ghế của "cỗ máy tia chớp" và có 2 phút để trả lời nhanh một bộ câu hỏi gồm nhiều câu hỏi (bao gồm câu hỏi chuẩn và câu đố mẹo). Thời gian chỉ được tính từ khi MC bắt đầu đọc câu hỏi đến lúc người chơi chốt đáp án trả lời và không được tính khi các thí sinh và MC trò chuyện. Mỗi lần trả lời đúng thì lên được một nấc của con dốc, trả lời sai thì bị xuống đáy của con dốc (nấc số 0), điểm được tính bằng mạch số lượng câu trả lời đúng liên tiếp và nhiều nhất. Thí sinh không được quyền bỏ qua câu hỏi nào và bắt buộc phải trả lời tất cả các câu hỏi dù sai và tuyệt đối không nghe theo đồng đội. Nếu trả lời theo gợi ý của đồng đội thì đáp án sẽ không được chấp nhận và bị tính là trả lời sai.
Ví dụ: một thí sinh trả lời được đến mốc số 5 rồi trả lời sai và không trả lời được liên tiếp quá 5 câu sau đó thì điểm số sẽ là 5 điểm.
Nếu trả lời đúng đến mốc số 10 (đúng 10 câu liên tiếp) thì thí sinh đó nhận 20.000.000 đồng cho riêng cá nhân mình. Thí sinh có thể sử dụng số tiền này cho mục đích cá nhân hoặc khuyến khích sử dụng cho các hoạt động thiện nguyện khác.
Lưu ý:
- Ở các vòng loại, chỉ có duy nhất một giải 20.000.000 đồng dành cho một người đầu tiên trả lời đúng 10 câu hỏi liên tục, tức là nếu người đó có 2 lần trả lời đúng 10 câu liên tiếp hoặc có thêm người thứ 2 trả lời đúng 10 câu liên tiếp thì không nhận được thêm 20.000.000 đồng mà chỉ được tính là 10 điểm.
- Ở các vòng tứ kết, bán kết và chung kết, luật tiền thưởng sẽ thay đổi: người đầu tiên trả lời đúng 10 câu hỏi liên tục nhận 20.000.000 đồng, người thứ hai trả lời đúng 10 câu hỏi liên tục sẽ nhận 1 phần thưởng là 10.000.000 đồng cho cá nhân (nếu trước đó đã nhận 20 triệu thì sẽ không nhận thêm 10 triệu này). người thứ ba trở đi dù có được 10 câu trả lời liên tiếp cũng chỉ tính là 10 điểm.
- Giải thưởng này không áp dụng cho trận Siêu cúp.

2 thí sinh thi đấu đối kháng với nhau với một bộ câu hỏi chung với thứ tự giống nhau cho cả 2 người. Đội nào có số đáp án đúng liên tiếp cao hơn sẽ giành điểm ở vòng đó. Nếu 2 đội có số đáp án đúng liên tiếp như nhau thì không đội nào giành được điểm.
Nếu sau 5 vòng chơi mà chưa tìm ra đội chiến thắng, sẽ có một câu hỏi phụ và mỗi đội tự chọn 1 thành viên đại diện đứng trước một cây cột. Sau khi nghe câu hỏi, thành viên đó giành quyền trả lời bằng cách đặt tay lên cột. Trả lời đúng thì đội có thành viên đó giành chiến thắng, nếu sai thì thành viên của đội kia sẽ trả lời, nếu đúng thì thắng. Nếu cả thành viên không trả lời được thì cứ tiếp tục như thế cho đến khi có đội thắng.
Sau các vòng thi, đội nào giành nhiều điểm hơn sẽ chiến thắng và bước vào vòng đặc biệt, đồng thời giành quyền đi tiếp vòng sau. Đội thua cuộc sẽ nhận phần thưởng 9.000.000 đồng (riêng trận chung kết là 30.000.000 đồng).

### Vòng đặc biệt
Đội chiến thắng sẽ đứng trước một cây cột. Trong vòng 1 phút, đội phải liệt kê 20 đáp án theo chủ đề do MC đưa ra. Để được xác nhận, mỗi người chơi cần đặt tay lên cột và nói. Các thành viên phải nói luân phiên nhau và không được nói trùng ý. Sau 1 phút, nếu đội liệt kê đủ hoặc hơn 20 đáp án thì chiến thắng và nhận phần thưởng cao nhất (chi tiết xem cơ cấu giải thưởng ở dưới).
Ở đợt 2, đội thắng nhận được thêm Voucher mua hàng trị giá 10.000.000 đồng đến từ nhà tài trợ.

## Cơ cấu giải thưởng

### Đợt 1
| Vòng đấu                            | Thắng vòng đặc biệt | Thua vòng đặc biệt | Thua vòng đấu loại |
| ----------------------------------- | ------------------- | ------------------ | ------------------ |
| Vòng loại                           | 60.000.000 đồng     | 15.000.000 đồng    | 9.000.000 đồng     |
| Vòng đấu tiếp theo đến vòng bán kết | 80.000.000 đồng     | 15.000.000 đồng    | 9.000.000 đồng     |
| Chung kết                           | 200.000.000 đồng    | 60.000.000 đồng    | 30.000.000 đồng    |

### Đợt 2
| Vòng đấu     | Thắng vòng đặc biệt                        | Thua vòng đặc biệt                        | Thua vòng đấu loại |
| ------------ | ------------------------------------------ | ----------------------------------------- | ------------------ |
| Vòng loại    | 60.000.000 đồng + Voucher 10.000.000 đồng  | 15.000.000 đồng + Voucher 10.000.000 đồng | 9.000.000 đồng     |
| Vòng tứ kết  | 80.000.000 đồng + Voucher 10.000.000 đồng  | 15.000.000 đồng + Voucher 10.000.000 đồng | 9.000.000 đồng     |
| Vòng bán kết | 80.000.000 đồng + Voucher 10.000.000 đồng  | 15.000.000 đồng + Voucher 10.000.000 đồng | 9.000.000 đồng     |
| Chung kết    | 200.000.000 đồng + Voucher 10.000.000 đồng | 60.000.000 đồng + Voucher 10.000.000 đồng | 30.000.000 đồng    |

### Siêu cúp
| Thắng vòng đặc biệt | Thua vòng đặc biệt | Thua vòng đấu loại |
| ------------------- | ------------------ | ------------------ |
| 500.000.000 đồng    | 15.000.000 đồng    | 9.000.000 đồng     |

## Danh sách các đội tham gia
Đây là danh sách các khách mời đã tham gia mùa 1 của chương trình.

### Các vòng loại, tứ kết, bán kết và chung kết
| Đội thi đấu                                | Tỉ số                |
| ------------------------------------------ | -------------------- |
| Đội còn thi đấu hoặc á quân                | Thắng                |
| Đội đã bị loại hoặc đồng hạng ba           | Hòa (thua vòng phụ)  |
| Đội vô địch                                | Hòa (thắng vòng phụ) |
| Khách mời bị thay thế [khách mời thay thế] | Thua                 |

#### Đợt 1
| STT | Danh sách thành viên                                                   | Kết quả các vòng  | Kết quả các vòng   | Kết quả các vòng      | Kết quả các vòng        | Kết quả các vòng         | Kết quả các vòng        | Thứ hạng chung cuộc (Chỉ dành cho Top 4) |
| STT | Danh sách thành viên                                                   | Vòng 1 (tập 1-12) | Vòng 2 (tập 13-18) | Vòng tái đấu (tập 19) | Vòng tứ kết (tập 20-22) | Vòng bán kết (tập 23-24) | Trận chung kết (tập 25) | Thứ hạng chung cuộc (Chỉ dành cho Top 4) |
| --- | ---------------------------------------------------------------------- | ----------------- | ------------------ | --------------------- | ----------------------- | ------------------------ | ----------------------- | ---------------------------------------- |
| 1   | Minh Trung, Lâm Vỹ Dạ, Anh Đức [S.T Sơn Thạch]                         | 1-3               |                    | 3-0                   |                         | 2-2                      |                         | Đồng hạng ba                             |
| 2   | Sam, Nam Hee, Trương Thế Vinh                                          | 3-1               | 1-3                |                       |                         |                          |                         |                                          |
| 3   | Don Nguyễn, Ninh Dương Lan Ngọc, Chi Dân, [Yaya Trương Nhi, Lan Hương] | 2-3               |                    | 0-3                   |                         |                          |                         |                                          |
| 4   | Nam Thư, Xuân Tiến, Trần Anh Huy [Anh Tú, Khả Như]                     | 3-2               | 3-2                |                       | 1-3                     |                          |                         |                                          |
| 5   | Châu Đăng Khoa, Orange, Nemo                                           | 0-3               |                    |                       |                         |                          |                         |                                          |
| 6   | Lâm Vinh Hải, Tường Vi, Xuân Nghị [Phương Lan]                         | 3-0               | 3-1                |                       | 2-3                     |                          |                         |                                          |
| 7   | BB Trần, Hồng Thanh, Minh Dự                                           | 0-2               |                    |                       |                         |                          |                         |                                          |
| 8   | Hải Triều, Băng Di, Hùng Thuận                                         | 2-0               | 2-3                |                       |                         |                          |                         |                                          |
| 9   | Kim Nhã, Thư Đình, Jang Mi                                             | 1-3               |                    |                       |                         |                          |                         |                                          |
| 10  | Jun Phạm, Khả Ngân, Puka [Hoàng Mập, Ưng Đại Vệ]                       | 3-1               | 3-1                |                       | 3-1                     | 2-2                      |                         | Đồng hạng ba                             |
| 11  | Lan Hương, Khánh Hiền, Mạc Văn Khoa                                    | 2-2               |                    |                       |                         |                          |                         |                                          |
| 12  | Quang Đại, Hoàng Rapper, Vũ Ngọc Ánh [Mạc Văn Khoa, Châu Đăng Khoa]    | 2-2               | 3-2                |                       | 3-2                     | 2-2                      | 1-2                     | Á quân                                   |
| 13  | Đại Nhân, Anh Tú, Đàm Phương Linh                                      | 2-1               | 1-3                |                       |                         |                          |                         |                                          |
| 14  | Quang Đăng, Thái Trinh, Nam Anh                                        | 1-2               |                    |                       |                         |                          |                         |                                          |
| 15  | Hoàng Mèo, Lê Giang, Hữu Tín [Phan Thanh Tân]                          | 3-1               | 3-2                |                       | 0-3                     |                          |                         |                                          |
| 16  | Tiêu Châu Như Quỳnh, Minh Ngọc, Chí Thiện                              | 1-3               |                    |                       |                         |                          |                         |                                          |
| 17  | Yaya Trương Nhi, Hoa Vinh, Lâm Kỳ Nguyên                               | 1-3               |                    |                       |                         |                          |                         |                                          |
| 18  | Kay Trần, Nhung Gumiho, Vũ Hà                                          | 3-1               | 0-2                |                       |                         |                          |                         |                                          |
| 19  | S.T Sơn Thạch, Đào Bá Lộc, Diễm My 9x                                  | 2-2               |                    |                       |                         |                          |                         |                                          |
| 20  | Diệu Nhi, La Thành, Elly Trần [Lâm Khánh Chi]                          | 2-2               | 2-3                |                       |                         |                          |                         |                                          |
| 21  | Misoa, Ngọc Thảo, Phở Đặc Biệt                                         | 1-3               |                    |                       |                         |                          |                         |                                          |
| 22  | Ngọc Tưởng, Quốc Bảo, Kiều Ngân [Minh Dự]                              | 3-1               | 2-3                |                       |                         |                          |                         |                                          |
| 23  | An Vy, Hồ Bích Trâm, Sỹ Thanh                                          | 1-1               |                    |                       |                         |                          |                         |                                          |
| 24  | Quách Ngọc Tuyên, Lê Dương Bảo Lâm, Long Nhật                          | 1-1               | 2-0                |                       | 3-0                     | 2-2                      | 2-1                     | Quán quân                                |

#### Đợt 2
| STT | Danh sách thành viên                           | Kết quả các vòng      | Kết quả các vòng        | Kết quả các vòng         | Kết quả các vòng        | Thứ hạng chung cuộc (Chỉ dành cho Top 4) |
| STT | Danh sách thành viên                           | Vòng loại (tập 26-33) | Vòng Tứ kết (tập 34-37) | Vòng Bán kết (tập 38-39) | Vòng Chung kết (tập 40) | Thứ hạng chung cuộc (Chỉ dành cho Top 4) |
| --- | ---------------------------------------------- | --------------------- | ----------------------- | ------------------------ | ----------------------- | ---------------------------------------- |
| 1   | Đức Phúc, Hòa Minzy, Erik                      | 1-3                   |                         |                          |                         |                                          |
| 2   | Will, Hoàng Oanh, Jun Vũ [Midu]                | 3-1                   | 3-1                     | 1-3                      |                         | Đồng hạng ba                             |
| 3   | PewPew, Thúy Ngân, Angela Phương Trinh         | 3-1                   | 3-2                     | 2-1                      | 1-2                     | Á quân                                   |
| 4   | Anh Tú, Phan Thanh Tân, Phương Hằng            | 1-3                   |                         |                          |                         |                                          |
| 5   | Kiều Minh Tuấn, Mâu Thủy, Phí Phương Anh       | 3-2                   | 2-3                     |                          |                         |                                          |
| 6   | Lê Lộc, Lâm Quốc Khải, Trần Gia Huy            | 2-3                   |                         |                          |                         |                                          |
| 7   | Miko Lan Trinh, Thanh Duy, Jinju               | 1-2                   |                         |                          |                         |                                          |
| 8   | Dương Thanh Vàng, Huỳnh Lập, Quang Trung       | 2-1                   | 2-2                     | 3-1                      | 2-1                     | Quán quân                                |
| 9   | Hiền Hồ, Đạt G, Cris Devil                     | 1-3                   |                         |                          |                         |                                          |
| 10  | Trung Quân, Hồ Việt Trung, Midu [Sỹ Thanh]     | 3-1                   | 2-2                     |                          |                         |                                          |
| 11  | Hoàng Phi, MisThy, Ôn Vĩnh Quang, [ Lê Giang ] | 2-0                   | 1-3                     |                          |                         |                                          |
| 12  | Thanh Trang, Cindy V, Trịnh Thảo               | 0-2                   |                         |                          |                         |                                          |
| 13  | Cris Devil, Thanh Trần, Mậu Đạt                | 0-3                   |                         |                          |                         |                                          |
| 14  | Jaykii, Hà Thu, Quỳnh Hương                    | 3-0                   | 1-3                     |                          |                         |                                          |
| 15  | Lê Lộc, Duy Khánh, Hoàng Yến Chibi [Thanh Duy] | 2-1                   | 3-1                     | 1-2                      |                         | Đồng hạng ba                             |
| 16  | Hồ Quang Hiếu, Ái Phương, Oanh Kiều            | 1-2                   |                         |                          |                         |                                          |

### Siêu cúp
Ghi chú: Tên người chơi của đội giành chiến thắng trận đấu và được vào vòng đặc biệt có chữ màu đỏ.
Tập Siêu cúp được phát sóng vào ngày 19 tháng 1 năm 2019 là cuộc đối đầu giữa hai đội:
- Quách Ngọc Tuyên, Lê Dương Bảo Lâm, Long Nhật (vô địch đợt 1)
- Dương Thanh Vàng, Huỳnh Lập, Quang Trung (vô địch đợt 2)

Trận đấu này đã được giới thiệu trong tập 40 (chung kết đợt 2) với lời giới thiệu của các thành viên đội vô địch đợt 1: "Một nước không thể có 2 vua, vậy thì tại sao chương trình lại có 2 quán quân chứ?! Như vậy thì đội em sẽ quyết tâm để giành chiến thắng! Ha ha ha!"
Đội của Quách Ngọc Tuyên đã giành chiến thắng với tỉ số 3-2 để lên ngôi tại trận đấu này.

## Chi tiết các tập
| Đội chiến thắng và trực tiếp lọt vào vòng trong      |
| Đội chiến thắng nhờ chiến thắng vòng thi phụ         |
| Đội quán quân hoặc giành chiến thắng ở trận siêu cúp |

| Đợt                 | Vòng đấu            | Tập | Ngày phát sóng | A                                                            | Tỉ số (A/B) | B                                                             |
| ------------------- | ------------------- | --- | -------------- | ------------------------------------------------------------ | ----------- | ------------------------------------------------------------- |
| 1                   | Vòng loại 1         | 1   | 07/04/2018     | Minh Trung, Lâm Vỹ Dạ, Anh Đức                               | 1-3         | Sam, Nam Hee, Trương Thế Vinh                                 |
| 1                   | Vòng loại 1         | 2   | 14/04/2018     | Don Nguyễn, Ninh Dương Lan Ngọc, Chi Dân                     | 2-3         | Nam Thư, Xuân Tiến, Trần Anh Huy                              |
| 1                   | Vòng loại 1         | 3   | 21/04/2018     | Châu Đăng Khoa, Orange, Nemo                                 | 0-3         | Lâm Vinh Hải, Tường Vi, Xuân Nghị                             |
| 1                   | Vòng loại 1         | 4   | 28/04/2018     | BB Trần, Hồng Thanh, Minh Dự                                 | 0-2         | Hải Triều, Băng Di, Hùng Thuận                                |
| 1                   | Vòng loại 1         | 5   | 05/05/2018     | Kim Nhã, Thư Đình, Jang Mi                                   | 1-3         | Khả Ngân, Jun Phạm, Puka                                      |
| 1                   | Vòng loại 1         | 6   | 12/05/2018     | Lan Hương, Khánh Hiền, Mạc Văn Khoa                          | 2-2         | Quang Đại, Hoàng Rapper, Vũ Ngọc Ánh                          |
| 1                   | Vòng loại 1         | 7   | 19/05/2018     | Đại Nhân, Anh Tú, Đàm Phương Linh                            | 2-1         | Quang Đăng, Thái Trinh, Nam Anh                               |
| 1                   | Vòng loại 1         | 8   | 26/05/2018     | Hoàng Mèo, Lê Giang, Hữu Tín                                 | 3-1         | Tiêu Châu Như Quỳnh, Minh Ngọc, Chí Thiện                     |
| 1                   | Vòng loại 1         | 9   | 02/06/2018     | Yaya Trương Nhi, Hoa Vinh, Lâm Kỳ Nguyên                     | 1-3         | Kay Trần, Nhung Gumiho, Vũ Hà                                 |
| 1                   | Vòng loại 1         | 10  | 09/06/2018     | S.T Sơn Thạch, Đào Bá Lộc, Diễm My 9x                        | 2-2         | Diệu Nhi, La Thành, Elly Trần                                 |
| 1                   | Vòng loại 1         | 11  | 16/06/2018     | Misoa, Ngọc Thảo, Phở Đặc Biệt                               | 1-3         | Ngọc Tưởng, Quốc Bảo, Kiều Ngân                               |
| 1                   | Vòng loại 1         | 12  | 23/06/2018     | An Vy, Hồ Bích Trâm, Sĩ Thanh                                | 1-1         | Quách Ngọc Tuyên, Lê Dương Bảo Lâm, Long Nhật                 |
| 1                   | Vòng loại 2         | 13  | 30/06/2018     | Nam Thư, Xuân Tiến, Nguyễn Anh Tú (thắng tập 2)              | 3-2         | Hải Triều, Băng Di, Hùng Thuận (thắng tập 4)                  |
| 1                   | Vòng loại 2         | 14  | 07/07/2018     | Mạc Văn Khoa, Vũ Ngọc Ánh, Châu Đăng Khoa (thắng tập 6)      | 3-2         | Ngọc Tưởng, Quốc Bảo, Minh Dự (thắng tập 11)                  |
| 1                   | Vòng loại 2         | 15  | 14/07/2018     | Sam, Nam Hee, Trương Thế Vinh (thắng tập 1)                  | 1-3         | Phương Lan, Tường Vi, Xuân Nghị (thắng tập 3)                 |
| 1                   | Vòng loại 2         | 16  | 21/07/2018     | Kay Trần, Nhung Gumiho, Vũ Hà (thắng tập 9)                  | 0-2         | Quách Ngọc Tuyên, Lê Dương Bảo Lâm, Long Nhật (thắng tập 12)  |
| 1                   | Vòng loại 2         | 17  | 28/07/2018     | Diệu Nhi, La Thành, Lâm Khánh Chi (thắng tập 10)             | 2-3         | Hoàng Mèo, Lê Giang, Hữu Tín (thắng tập 8)                    |
| 1                   | Vòng loại 2         | 18  | 04/08/2018     | Puka, Ưng Đại Vệ, Hoàng Mập (thắng tập 5)                    | 3-1         | Đại Nhân, Anh Tú, Đàm Phương Linh (thắng tập 7)               |
| 1                   | Tái đấu             | 19  | 11/08/2018     | S.T Sơn Thạch, Lâm Vỹ Dạ, Anh Đức (thua tập 1)               | 3-0         | Don Nguyễn, Yaya Trương Nhi, Lan Hương (thua tập 2)           |
| 1                   | Tứ kết              | 20  | 18/08/2018     | Quách Ngọc Tuyên, Lê Dương Bảo Lâm, Long Nhật (thắng tập 16) | 3-0         | Hoàng Mèo, Hữu Tín, Phan Thanh Tân (thắng tập 17)             |
| 1                   | Tứ kết              | 21  | 25/08/2018     | Phương Lan, Tường Vi, Xuân Nghị (thắng tập 15)               | 2-3         | Mạc Văn Khoa, Vũ Ngọc Ánh, Châu Đăng Khoa (thắng tập 14)      |
| 1                   | Tứ kết              | 22  | 01/09/2018     | Khả Như, Xuân Tiến, Nguyễn Anh Tú (thắng tập 13)             | 1-3         | Puka, Ưng Đại Vệ, Hoàng Mập (thắng tập 18)                    |
| 1                   | Bán kết             | 23  | 08/09/2018     | Quách Ngọc Tuyên, Lê Dương Bảo Lâm, Long Nhật (thắng tập 20) | 2-2         | S.T Sơn Thạch, Lâm Vỹ Dạ, Anh Đức (thắng tập 19)              |
| 1                   | Bán kết             | 24  | 15/09/2018     | Mạc Văn Khoa, Vũ Ngọc Ánh, Châu Đăng Khoa (thắng tập 21)     | 2-2         | Puka, Ưng Đại Vệ, Hoàng Mập (thắng tập 22)                    |
| 1                   | Chung kết           | 25  | 22/09/2018     | Quách Ngọc Tuyên, Lê Dương Bảo Lâm, Long Nhật (thắng tập 23) | 2-1         | Mạc Văn Khoa, Vũ Ngọc Ánh, Châu Đăng Khoa (thắng tập 24)      |
| 2                   | Vòng loại           | 26  | 29/09/2018     | Đức Phúc, Erik, Hòa Minzy                                    | 1-3         | Will, Jun Vũ, Hoàng Oanh                                      |
| 2                   | Vòng loại           | 27  | 13/10/2018     | PewPew, Thúy Ngân, Angela Phương Trinh                       | 3-1         | Bùi Anh Tú, Phan Thanh Tân, Phương Hằng                       |
| 2                   | Vòng loại           | 28  | 20/10/2018     | Kiều Minh Tuấn, Mâu Thủy, Phí Phương Anh                     | 3-2         | Lê Lộc, Lâm Quốc Khải, Trần Gia Huy                           |
| 2                   | Vòng loại           | 29  | 27/10/2018     | Miko Lan Trinh, Thanh Duy Idol, Shin Jin Ju                  | 1-2         | Dương Thanh Vàng, Huỳnh Lập, Quang Trung                      |
| 2                   | Vòng loại           | 30  | 03/11/2018     | Hiền Hồ, Đạt G, Cris Devil                                   | 1-3         | Trung Quân, Hồ Việt Trung, Midu                               |
| 2                   | Vòng loại           | 31  | 10/11/2018     | Hoàng Phi, Misthy, Ôn Vĩnh Quang                             | 2-0         | Thanh Trang, Cindy V, Trịnh Thảo                              |
| 2                   | Vòng loại           | 32  | 17/11/2018     | Cris Devil Gamer, Thanh Trần, Mậu Đạt                        | 0-3         | Hà Thu, JayKii, Quỳnh Hương                                   |
| 2                   | Vòng loại           | 33  | 24/11/2018     | Lê Lộc, Duy Khánh, Hoàng Yến Chibi                           | 2-1         | Hồ Quang Hiếu, Ái Phương, Oanh Kiều                           |
| 2                   | Tứ kết              | 34  | 01/12/2018     | Dương Thanh Vàng, Huỳnh Lập, Quang Trung (thắng tập 29)      | 2-2         | Sĩ Thanh, Hồ Việt Trung, Midu (thắng tập 30)                  |
| 2                   | Tứ kết              | 35  | 08/12/2018     | PewPew, Thúy Ngân, Angela Phương Trinh (thắng tập 27)        | 3-2         | Kiều Minh Tuấn, Mâu Thủy, Phí Phương Anh (thắng tập 28)       |
| 2                   | Tứ kết              | 36  | 15/12/2018     | Will, Jun Vũ, Midu (thắng tập 26)                            | 3-1         | Hà Thu, JayKii, Quỳnh Hương (thắng tập 32)                    |
| 2                   | Tứ kết              | 37  | 22/12/2018     | Lê Lộc, Hoàng Yến Chibi, Thanh Duy Idol (thắng tập 33)       | 3-1         | Lê Giang, Misthy, Ôn Vĩnh Quang (thắng tập 31)                |
| 2                   | Bán kết             | 38  | 29/12/2018     | Lê Lộc, Hoàng Yến Chibi, Thanh Duy Idol (thắng tập 37)       | 1-2         | PewPew, Thúy Ngân, Angela Phương Trinh (thắng tập 35)         |
| 2                   | Bán kết             | 39  | 05/01/2019     | Dương Thanh Vàng, Huỳnh Lập, Quang Trung (thắng tập 34)      | 3-1         | Will, Jun Vũ, Midu (thắng tập 36)                             |
| 2                   | Chung kết           | 40  | 12/01/2019     | Dương Thanh Vàng, Huỳnh Lập, Quang Trung (thắng tập 39)      | 2-1         | PewPew, Thúy Ngân, Angela Phương Trinh (thắng tập 38)         |
| Siêu cúp            | Siêu cúp            | 41  | 19/01/2019     | Dương Thanh Vàng, Huỳnh Lập, Quang Trung (vô địch đợt 2)     | 2-3         | Quách Ngọc Tuyên, Lê Dương Bảo Lâm, Long Nhật (vô địch đợt 1) |
| Tập tổng kết (2 MC) | Tập tổng kết (2 MC) | 42  | 26/01/2019     | Hari Won                                                     | 4-5         | Trường Giang                                                  |

## Một số thống kê kỷ lục

### Người chiến thắng
Dưới đây là danh sách thí sinh chiến thắng (trả lời đúng đến mốc số 10):
1. Ca sĩ Jun Phạm[2], anh chiến thắng 2 lần liên tiếp trong tập 5 phát sóng ngày 5/5/2018.[13]
2. Diễn viên Elly Trần[3], trong tập 10 phát sóng ngày 9/6/2018.[22]
3. Diễn viên Nam Thư[4], trong tập 13 phát sóng ngày 30/6/2018[27]
4. Ca sĩ, Nhạc sĩ Châu Đăng Khoa[5],trong tập 14 phát sóng ngày 7/7/2018.[30]
5. Diễn viên Xuân Nghị[6], trong tập 15  phát sóng ngày 14/7/2018[33]
6. Diễn viên Tường Vi, trong tập 21 phát sóng ngày 25/8/2018.[43]
7. Ca sĩ Hoà Minzy, trong tập 26 phát sóng ngày 29/9/2018[52]
8. Diễn viên Midu, trong tập 36 phát sóng ngày 15/12/2018[73]

### Người không đúng một câu nào
1. Ca sĩ Jaykii, tập 36 ngày 15/12/2018[73]

### Người chiến thắng 2 lần liên tiếp trong 1 tập
1. Ca sĩ Jun Phạm, anh chiến thắng liên tiếp 2 lần trong tập 5 ngày 5/5/2018.[13]

### Đội chơi chiến thắng vòng đặc biệt
Đã có 2 đội giành chiến thắng vòng đặc biệt ở mùa này (trả lời đúng từ 20 đáp án trở lên):
1. Đội Quách Ngọc Tuyên, Lê Dương Bảo Lâm, Long Nhật, trong tập 23 ngày 8/9/2018 (kể được 23/20 đáp án chính xác).[46]
2. Đội Dương Thanh Vàng, Huỳnh Lập, Quang Trung, trong tập 34 ngày 1/12/2018 (kể được 21/20 đáp án chính xác).[69]

### Chi tiết
1. Tập 5 mùa 1
2. Tập 10 mùa 1
3. Tập 13 mùa 1
4. Tập 14 mùa 1
5. Tập 15 mùa 1